# Педді Догерті
Патрік (Педді) Догерті (англ. Paddy Doherty; 1926—7 січня 2016) — колишній громадський активіст з Деррі, Північна Ірландія.
Як віце-голова Асоціації захисту мешканців Деррі відіграв важливу роль у серпневих подіях 1969 року, які завершилися Битвою за Богсайд. Окрім цього входив до тимчасового уряду самопроголошеної громади Вільний Деррі.